# Siegbert Wolf
Pour les articles homonymes, voir Wolf.
 (septembre 2019).
Si vous disposez d'ouvrages ou d'articles de référence ou si vous connaissez des sites web de qualité traitant du thème abordé ici, merci de compléter l'article en donnant les références utiles à sa vérifiabilité et en les liant à la section « Notes et références ».
Siegbert Wolf, né en 1954 à Grebenhain (Hesse), est un historien, politologue et journaliste allemand, qui s'intéresse particulièrement à l'histoire des XIXe et XXe siècles, à l'histoire sociale juive et, plus largement, à la critique sociale. Il est l'éditeur de Gustav Landauer. 

## Biographie
Siegbert Wolf obtient son doctorat avec Lothar Gall sur l'histoire du libéralisme, à Francfort-sur-le-Main avant la Première Guerre mondiale. Il publie ensuite des introductions aux œuvres de Jean Améry, Hannah Arendt, Martin Buber et Gustav Landauer. Depuis 2008, il publie la sélection des œuvres du philosophe anarchiste social juif Gustav Landauer, composée de douze volumes. Il édite également nombre d'auteurs oubliés, tels que Maria Regina Jünemann et Samuel Lewin. Siegbert Wolf est l'un des membres fondateurs du conseil d'administration de la Martin Buber-Gesellschaft. Il est l'un des co-initiateurs du Mémorial Gustav Landauer, inauguré le 29 juin 2017 au cimetière forestier de Munich. Siegbert Wolf vit aujourd'hui à Francfort-sur-le-Main[réf. nécessaire]. 

## Travaux (sélection)
- Liberalismus in Frankfurt am Main. Vom Ende der Freien Stadt bis zum Ersten Weltkrieg (1866–1914) (= Studien zur Frankfurter Geschichte, vol. 23), Verlag Waldemar Kramer (de), Francfort-sur-le-Main, 1987,  (ISBN 3-7829-0341-2).
- Gustav Landauer zur Einführung, Edition SOAK im Junius-Verlag, Hambourg, 1988,  (ISBN 3-88506-839-7).
- Hannah Arendt. Einführungen in ihr Werk, Haag und Herchen, Francfort-sur-le-Main, 1991,  (ISBN 3-89228-585-3).
- Martin Buber zur Einführung, Junius-Verlag, Hambourg, 1992,  (ISBN 3-88506-873-7).
- Gustav Landauer. Bibliographie, Edition Anares im Trotzdem-Verlag (de), Grafenau, 1992, (ISBN 3-922209-90-6) édité erroné.
- Von der Verwundbarkeit des Humanismus. Über Jean Améry, dipa-Verlag, Francfort-sur-le-Main, 1995,  (ISBN 3-7638-0360-2).
- Open de poorten van de Vrijheid. Milly Witkop (1877–1955), anarchiste en feministe. Voorwoord Anya Topolski. Vertaling Johny Lenaerts, Kelderuitgeverij, Utrecht, 2016,  (ISBN 978-90-79395-30-9).

## Traduction
- Siegbert Wolf, « Le lieu véritable c'est la communauté », dans Juifs et anarchistes. Histoire d'une rencontre, sous la direction de Amedeo Bertolo, Paris, Éditions de l'Éclat, 2008.